# Royal Lytham & St Annes Golf Club

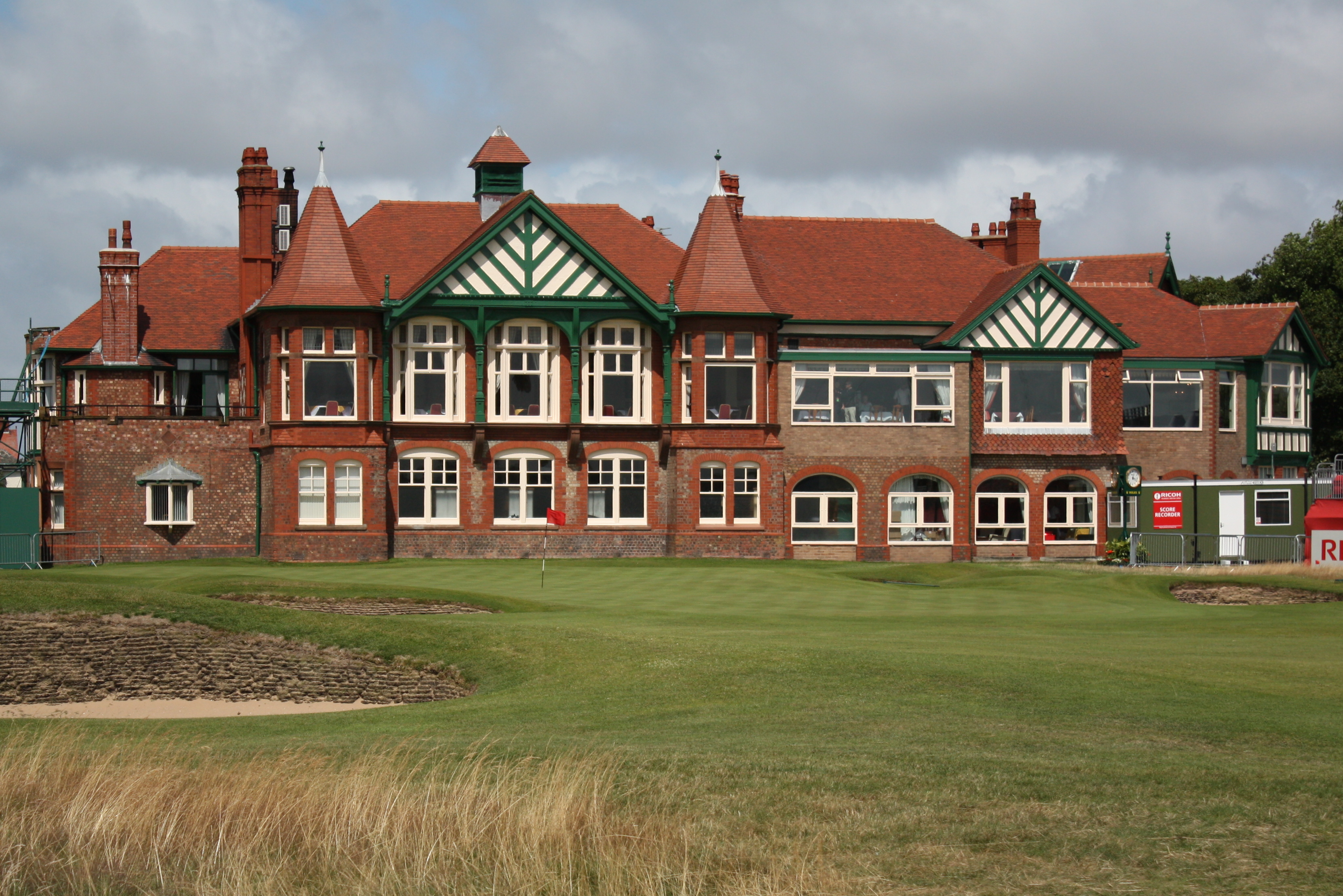
Clubhuis in 2009

De Royal Lytham & St Annes Golf Club is een golfclub in het Engelse Lytham St Annes (Lancashire).

## Geschiedenis
De club werd opgericht in 1886, een jaar voor de Royal St George's. Het ontwerp werd gemaakt door de professional van de club, George Lowe. De baan beschikt over een relatief groot aantal bunkers. In 1919 werd de baan verlengd door Harry Colt, en enkele greens en tees werden verlegd. Sindsdien zijn geen grote wijzigingen aangebracht. 

## Toernooien
De club heeft een aantal toernooien georganiseerd, onder andere:
- Brits Open: 1926 , 1952, 1958, 1963, 1969, 1974, 1979, 1988, 1996, 2001, 2010
- Ladies' British Amateur Championship: 1893, 1993
- Ryder Cup: 1961
- Curtis Cup: 1976
- Wheetabix Ladies' British Open: 2003, 2005, 2006, 2009